# 人是机器

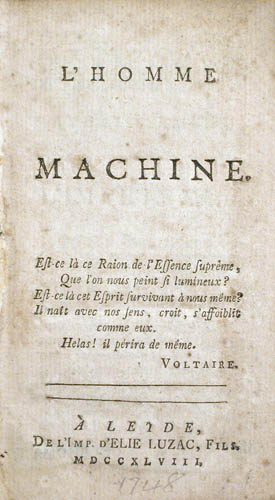
1748年《人是机器》封面

《人是机器》（法語：L'homme Machine）是十八世纪法国医生和哲学家朱利安·奥弗雷·拉·美特利的唯物主义哲学著作，于1747年首次出版 。在这部作品中，拉美特利否认二元论和灵魂作为与物质分离的实体的存在，扩展了笛卡尔关于动物机器的论点，认为人类也只是机器；宇宙中只有物质实体，只是其组织形式各有变化。

## 观点
拉梅特利引用了身体和灵魂如何在睡眠中成为一体，人类如何必须滋养身体，以及药物对身体和灵魂或思想的强烈影响，指出“灵魂的种种状态总是与身体的种种状态密切相关的。”从而提出“既然心灵的一切作用是这样依赖着脑子和整个身体的组织，显而易见，这些作用不是别的，就是这个组织本身：这是一架多么聪明的机器！”他认为人体的组织比最完善的动物更加精密，大脑接受的血液更充足，于是理性就诞生了。

## 评价
卡尔·波普尔讨论了拉美特里的观点与进化论和量子力学的关系。“在进化论远未被普遍接受的1751年，拉美特利对人是机器这一学说给出了最有力的论证。后来的进化论将这一问题推进到更尖锐的层面，认为活物质和死物质之间也没有明显区别。尽管新量子理论取得了胜利，并且许多物理学家转变为非决定论，但拉美特利关于人是机器的学说在物理学家、生物学家和哲学家中可能比以前有更多的捍卫者；尤其是以人是计算机这一观点的形式。”